# 榮文科技
榮文科技（集團）有限公司，簡稱榮文科技（集團），以及榮文科技（英語：Management Investment & Technology (Holdings) Limited，港交所除牌時0618.HK），在1975年由前創辦人榮智鑫創立一家專門當時業務生產及銷售各類電子公司。
在1991年10月7日曾在香港交易所主板上市，在2000年11月16日，更名為方正數碼（控股）有限公司之前，方正控股進行把互聯網業務注入，也就是指母公司方正集團，屬於北京大學一家國有企業一分子。原有董事除了創辦人留任外，其他董事一併辭退，但數個月，榮智鑫已正式離開一手創立一家公司，換言之，榮文科技把成為歷史。

## 連結
- ECFounder.com.hk
- Irasia.com/listco/hk/ecfounder （页面存档备份，存于）